# Manfred Hinrich
Manfred Hinrich (* 9. November 1926 in Berlin; † 13. Januar 2015 in Zepernick) war ein deutscher Kinderlieder- und Kinderbuchautor, Journalist und Aphoristiker.

## Leben
Manfred Hinrich wuchs in Berlin auf und arbeitete nach dem Besuch der Lehrerbildungsanstalt in Gartz (Oder) als Neulehrer im Kreis Lübben (Brandenburg), in Lebus, Letschin und Ortwig (Oderbruch). Er absolvierte einen Russischlehrerkurs in Neuzelle (Brandenburg) und nahm seine Tätigkeit als Russischlehrer in Forst (Lausitz) auf. Manfred Hinrich studierte an der Humboldt-Universität in Berlin Musikwissenschaft und lebte dort als freischaffender Journalist und Buchautor. Hier entstanden viele Kinderlieder und Kinderbücher. 1977 promovierte Manfred Hinrich in Halle an der Philosophischen Fakultät mit der Dissertation: Die Angst. Ihre Rolle in der deutschen Existentialphilosophie am Beispiel Heideggers.

## Werke
Seine große Leidenschaft galt Aphorismen, die viel zitiert wurden und hauptsächlich im Internet zu finden sind.
Viele bekannte Kinderbücher wurden veröffentlicht.
- Dalli und Dombo. Verlag Neue Musik, Berlin. 6. Auflage 1988, ISBN 3-7333-0038-6
- Die falsche Sonne. Arnold Leipzig, 1. Auflage 1978
- Der Elefant am Himmel. Verlag für Lehrmittel Pössneck, 2. Auflage 1980
- Zähl nach. Postreiter-Verlag Halle, 1. Auflage 1979
- Kox ist Sieger. Nitzsche Niederwiesa, 1978
- Notenkarussell. Verlag Neues Leben Berlin, 1974
- Fröhlich sein und Singen. Kinderbuchverlag Berlin, 1973
- Und wo kommt der Spektakel her. Kinderbuchverlag Berlin, 2. Auflage 1968